# Савеллианство
Савеллиа́нство — триадологическая ересь III века.

## История возникновения
Идеи савеллианства приписываются проповеднику Савеллию из Птолемаиды Пентапольской. Основными источниками по возникновению и содержанию ереси являются антисавеллианские тексты отцов церкви — Тертуллиана, Ипполита Римского и Епифания Кипрского, отчасти противоречащие друг другу в описании сущности савельянской ереси. «Catholic Encyclopedia» 1911 года делает вывод о том, что «философские воззрения Савеллия установить невозможно».

## Сущность учения
Григорий Назианзин усматривал «недуг Савеллиев» в том, что он смешивал три ипостаси Троицы в одну. Таким образом, сутью ереси Савеллия была мысль, что Лица Святой Троицы являются не вечными Личностями, а лишь проявлениями, гранями, «модусами» (отсюда другое название ереси — модализм) Единого Бога. В Своей глубине, «пучине Божества» (выражение св. Игнатия Лойолы, Майстера Экхарта, Н. Бердяева и др.) Бог абсолютно един, и проявляет Себя в мире в Трёх Лицах лишь по одному Ему известному произволу. В другое время, в другой исторической эпохе, эоне и пр. Бог может явить Себя иначе — в качестве Двоицы, Четверицы и др.
Соседствующими с модализмом являются средневековые триадологические ереси катаров, альбигойцев и др. еретические движения, утверждавшие, что Три Лица Святой Троицы проявляют Себя в человеческой истории не одновременно и совместно, а поочерёдно. Эпоха Ветхого Завета была эпохой сурового Бога Отца, эпоха Нового Завета является эпохой Второго Лица Троицы — Бога Сына, или Иисуса Христа, а грядущая после Апокалипсиса «жизнь будущего века» будет эпохой Святого Духа.

## Монархианство как первоисточник савеллианства
Савеллианство как самостоятельное течение внутри монархианства возникло в Риме начала III века, вероятно, под воздействием проповеди Ноэция из Смирны, не позднее 217 года (при жизни папы Зефирина) но и не ранее 200—205 гг., когда была написана утраченная «Синтагма» св. Ипполита. Умерший в 403 году Св. Епифаний, утверждал, что при нём ересь оставалась сильна на Востоке, то есть просуществовала не менее полутора веков. 
По утверждению святого Епифания, ересь Савеллия основывалась на апокрифическом «Евангелии Египтян»; сохранившиеся фрагменты этого апокрифа не противоречат мнению отцов церкви об антитринитарной сути савеллианства. Святой Ипполит, став папой, пытался лично образумить Савеллия, но в итоге отлучил его от церкви. Во время написания Ипполитом «Философумены» (230-е гг.) Савеллий ещё продолжал проповедь в Риме.